# Vagabunda (novela)
Vagabunda es la quinta novela del escritor mexicano Luis Spota; fue publicada en 1950. En 1994 se realizó una película mexicana basada en esta obra con el mismo nombre.

## Trama
Es la historia de Flor, una bella mujer que toda su vida se ha dedicado a la vida fácil. Se dispone a irse con Carioco, un navegante que viaja con un amigo, Pedro Riel. Después de una partida de póker en el barco de Carioco, Pedro trata de abusar de Flor. Al darse cuenta, Carioco lo hiere de muerte pero durante la pelea Flor cae al mar y se pierde entre las aguas y la noche.
A la mañana, Flor despierta a la orilla del mar de Puerto Gaviota donde se encuentra con Mario Ávila quien le ofrece ayuda pero esta lo desprecia de manera tajante. Flor empieza a vagar por el pueblo en busca de alimento y un techo para dormir. Al caer la noche, después de tanto caminar, Flor llega al bar de la familia Ávila, una de las más influyentes de Puerto Gaviota. Entra y en su desesperación pide comida. A la hora de pagar, argumenta que no tiene dinero pero que puede pagar con un anillo. La encargada, Perla de Ávila, enfurece y le reclama el dinero. Los Ávila encerrados en el despacho escuchan el altercado y salen a ver qué sucede. Pascual Ávila, jefe de la familia, platica con Flor y la invita a que pase la noche en casa por el estado en que la ve. Esa situación resulta incómoda para Miguel Ávila (hijo mayor de Don Pascual) y Perla (esposa de Miguel).
Conforme pasan los días, Pascual siente una gran atracción por Flor lo que empieza a causar problemas ya que le da un trato preferencial que incomoda mucho a Perla que parece la sirvienta de la casa. Pascual llena de regalos a Flor para tratar de conquistarla. Flor astuta empieza un coqueteo con Miguel quien al principio se rehúsa pero termina igual que su padre, obsesionado al grado que planean huir con todo el dinero de Pascual.
Mario y Perla se dan cuenta. Pascual informa a la familia que a su regreso de un viaje de negocios se casará con Flor, Pascual emprende su viaje mientras Perla se entera de que está embarazada y Miguel enfurece pues iba en contra de sus planes de huir con Flor. Miguel busca a la bruja del pueblo para que le practique un aborto a Perla pero es inútil porque el embarazo está avanzado.
Miguel y Flor se encuentran en el bote varado en el muelle; Perla llega y los descubre haciendo el amor, ante los reclamos de Perla, Miguel enloquece de furia ahorcando y matando a Perla, Mario llega y se da cuenta de lo ocurrido; le reclama a Flor y Miguel; llora por la muerte de Perla y su hijo (Mario siempre estuvo enamorado en secreto de Perla). Coincide la muerte con la llegada de Pascual, quien golpea y cuestiona a Miguel por el asesinato de Perla y acuerdan un plan para que todo mundo piense que Perla murió ahogada y de esta forma no tengan problemas con la policía. Se lleva a cabo el funeral y, pasando los nueve días de duelo, Pascual anuncia su boda.
El último día de rezos en memoria de Perla, Pascual ofrece una cena para anunciar su compromiso con Flor, invita al padre del pueblo y al presidente municipal, Flor se encuentra en la cocina y platica con Miguel sobre la huida, Pascual escucha sin querer pero no logra saber quién de sus dos hijos lo ha traicionado, Pascual se hace el desentendido pero ya sabe la hora en que planean huir. La fiesta termina y Pascual se retira a dormir, Miguel ya espera a Flor en el bote, cuando Flor va a alcanzarlo no se percata que Pascual la va siguiendo y justo cuando están a punto de partir, Pascual los enfrenta con un revólver, hiere de muerte a Miguel, Mario al escuchar el disparo sale a auxiliar a Miguel pero ya es muy tarde, él ha muerto y Pascual parte con Flor en el bote rumbo al mar con la idea de naufragar.

## Personajes
Flor (La Vagabunda)
Pascual Ávila
Miguel Ávila
Perla de Ávila
Mario Ávila
Carioco
Pedro Riel

## Película
En 1994 se realizó una adaptación cinematográfica dirigida por Alfonso Rosas Priego II y protagonizada por Dolores Heredia, Erick del Castillo, Claudia Ramírez y Guillermo García Cantú.

### Diferencias entre el libro y la película
- En el libro, Carioco viaja con un ayudante aparte de Pedro Riel, mientras que en la película viajan ellos dos.
- En el libro, Carioco mata a Pedro Riel y él sobrevive, mientras que en la película ambos mueren durante la pelea.
- En el libro, Flor llega sola a casa de los Ávila por casualidad mientras que en la película Mario la lleva.
- En el libro, Pascual y Miguel se dedican al contrabando de oro, mientras que, en la película, al contrabando de piezas arqueológicas.
- En el libro, Perla pierde la vida estrangulada, mientras en la película muere al recibir un golpe de Miguel y en la caída se desnuca.
- En el libro Mario es pintor y en la película aparte de ser pintor también es el comunicador de la estación de Puerto Gaviota.

- Datos: Q20921366